# Pelastoneurus plumosus
Pelastoneurus plumosus är en tvåvingeart som beskrevs av Octave Parent 1934. Pelastoneurus plumosus ingår i släktet Pelastoneurus och familjen styltflugor.
Artens utbredningsområde är Costa Rica. Inga underarter finns listade i Catalogue of Life.